# Abraão Servindo aos Três Anjos
Abraão Servindo aos Três Anjos é uma pintura a óleo sobre painel de 1646 de Rembrandt. A cena retrata Abraão, é baseada em um episódio do Livro do Gênesis ( 18:1–12 )  e tem influência mogol. Hoje está em uma coleção particular, pois foi comprado em um leilão em 1848 por £64 (equivalente a US$ 7.000 em 2021). Antes disso, seus proprietários eram Ferdinand Bol, aluno de Rembrandt, colecionador de arte holandês e prefeito de Amsterdã, Jan Six e Benjamin West, artista americano.
Em 2021, a pintura foi colocada à venda pelo seu atual proprietário, Mark Fisch (administrador do Metropolitan Museum).